# Zorge
Zorge là một đô thị của huyện Osterode, bang Niedersachsen, Đức. Đô thị này có diện tích 2,21 km².